# Église Saint-Pierre de Mougon
Pour les articles homonymes, voir Église Saint-Pierre.
L'église Saint-Pierre de Mougon est une ancienne église paroissiale ruinée dans la commune de Crouzilles, dans le département français d'Indre-et-Loire.
Construite sur des structures certainement antiques (église primitive ou bâtiment civil) dans le hameau de Mougon, elle est remaniée plusieurs fois jusqu'au XIXe siècle, époque où elle est abandonnée lorsque sa paroisse disparaît, avant d'être largement démolie au XXe siècle. Ses vestiges sont inscrits comme monument historique.

## Localisation

Plan du site de Mougon.

Le hameau (ancienne commune) de Mougon se situe en bordure de la Vienne, au sud-est du bourg de Crouzilles.
Au sein de ce site déjà occupé sous le Haut-Empire romain, le bâtiment qui deviendra église Saint-Pierre se situe à l'ouest de la zone le plus densément occupée par les ateliers de potiers de l'agglomération antique.
Au Moyen Âge, l'habitat et les nécropoles semblent se recentrer autour de l'église.

## Histoire
La chronologie de l'édifice cultuel, qui a connu plusieurs remaniements, est mal connue. Dans l'Histoire des Francs (X, 31), Grégoire de Tours signale l'existence d'une paroisse à Mougon dès le Ve siècle et selon les dires de l'auteur, Perpet, qui fut évêque de Tours en 460 et 491, y a fondé une église.
Une tradition locale mentionne que cette église, proche de la Vienne, est emportée par les crues et les affouillements de la rivière. En 1936, Henry Auvray remet en cause cette tradition puisque selon lui, l'église médiévale de Mougon, éloignée de la rivière, est bâtie sur les vestiges de la précédente ; ce point de vue, basé sur l'examen des maçonneries, est adopté par Robert Ranjard en 1949.
Dans une étude parue en 1975, Charles Lelong est plus nuancé : rien ne permet selon lui de statuer formellement sur la véracité de la tradition de l'église emportée par la Vienne. Selon lui, les maçonneries à la base de l'église médiévale, compatibles avec une construction sous le Bas-Empire romain, peuvent appartenir soit à l'église primitive de Mougon, soit à un bâtiment civil sur lequel l'église médiévale est construite ; il penche toutefois pour la seconde hypothèse. 
Une autre possibilité est un temps envisagée : les bases de l'église médiévale ne seraient pas antiques mais carolingiennes, mettant en œuvre des techniques de constructions imitant celles du Bas-Empire. Cette proposition semble être écartée par les études les plus récentes qui font état de quatre grandes phases de construction ou de reprise à partir du Ve siècle.
Sous le Haut Moyen Âge, l'église est ses abords sont utilisés comme lieu de sépulture. Vers le XIIe siècle, l'église, en forme de nef simple, est reconstruite sur les bases précédentes. À l'époque moderne, une sacristie est ajoutée contre le mur oriental et un mur pignon est construit à l'ouest.
L'église est définitivement abandonnée dans le courant du XIXe siècle ; la paroisse Saint-Pierre de Mougon est rattachée à celle de Crouzilles vers la même époque. Dans le premier tiers du XXe siècle le clocher, ruiné, est abattu ainsi qu'une grande partie de l'élévation des murs. Les vestiges de l'église Saint-Pierre sont inscrits comme monument historique par arrêté du 5 juin 1962.

## Description

Plan schématique de l'église.

Dans sa configuration ultime, l'église Saint-Pierre de Mougon se présente comme un bâtiment composé d'une salle unique orientée est-ouest, dans le mur oriental de laquelle s'ouvre une pièce, interprétée comme une sacristie.
L'édifice, dont les murs sont épais de 0,60  à   0,70 m, est large de 7 m. Sa longueur initiale est inconnue, en raison de la présence du mur pignon occidental moderne, mais dans cette configuration, elle s'établit à 15,09 m hors sacristie qui mesure pour sa part 2,65 × 2,70 m.
Les maçonneries les plus anciennes, potentiellement antiques, des murs nord et sud sont constituées de moellons de petit appareil plus ou moins régulier avec pour chacun des deux murs, un unique cordon composé de deux ranges de terres cuites architecturales. Ailleurs, la nature des maçonneries est très variée (moyen ou grand appareil, murs de moellons tout-venant), au fil des reprises de l'édifice et son intégration, au nord, dans des bâtiments modernes (chapelle mortuaire).
Le clocher et une grande partie des murs sont abattus sans qu'une description de l'église dans son ensemble puisse être faite.

## Pour en savoir plus